# Mulsum (Kutenholz)
Mulsum  is een dorp in de gemeente Kutenholz in het Landkreis Stade in de deelstaat Nedersaksen. Het dorp werd in 1972 bij Kutenholz gevoegd en was tussen maart en november 1990 tijdelijk weer een zelfstandige gemeente. 
De dorpskerk, gebouwd van veldkeien, is in 1802 opnieuw opgebouwd. Wanneer de kerk oorspronkelijk was gebouwd is onbekend. Een eerste kapel in het dorp werd in 786 door Willehad gesticht.